# NGC 2175
NGC 2175 (GC 136 , NGC 2175) je otvoreni skup u  zviježđu Orionu. Otkrio ga je Giovanni Battista Hodierna prije 1654., a neovisno ga je otkrio i Nicolaus Bruhns. 
NGC 2175 je od Zemlje udaljen oko 6,350 ly.

## Vanjske poveznice
- (engl.) NGC 2175 @ SEDS NGC objects pages  Arhivirana inačica izvorne stranice od 24. studenoga 2007. (Wayback Machine)